# Lijst van etnische enclaves in New York (stad)
New York is al sinds haar stichting door de Nederlanders in 1625 (toentertijd: Nieuw-Amsterdam) een belangrijke bestemmingsplaats van immigranten. Doordat de migranten groepen elkaar gingen op zoeken in dezelfde buurten en wijken, ontstonden veel etnische enclaves. Dat zijn buurten, wijken of straten waarvan de meerderheid van de bewoners tot een bepaalde etnische groep behoren. Ze kunnen gezien worden als migrantenwijken.
In 2000 was 36% van de bevolking in New York immigrant. In de stad worden achthonderd talen en dialecten gesproken.
In de loop der jaren hebben Afro-Amerikanen, Haïtiaanse Amerikanen, Jamaicaanse Amerikanen en Trinidadiaanse Amerikanen hun eigen etnische enclaves gevormd. De etnische enclaves van Aziaten, die bestaan uit Chinese Amerikanen, Filipino Amerikanen, Indiase Amerikanen, Pakistaanse Amerikanen en Koreaanse Amerikanen, zijn ook aanwezig. Europeanen die een etnische enclave hebben zijn Duitse Amerikanen, Griekse Amerikanen, Ierse Amerikanen, Italiaanse Amerikanen, Joodse Amerikanen en Albanese Amerikanen. Latino's die een etnische enclave hebben zijn Dominicaanse Amerikanen, Guyanese Amerikanen, Mexicaanse Amerikanen en Nuyoricans. Bevolkingsgroepen uit het Midden-Oosten hebben ook hun eigen etnische enclaves.
In de laatste twee decennia zijn er nieuwe migrantenwijken in New York ontstaan.
- Arabieren
  - Bay Ridge
- Bangladesh
  - Kensington/Bangla Town
- Chinezen
  - Homecrest
  - Sheepshead Bay
- Ecuador
  - Corona
- Ghanezen
  - Concourse Village
- Guyanezen
  - Richmond Hill
- Koreanen
  - Murray Hill
- Mexicanen
  - Sunset Park
- Polen
  - Ridgewood
- Sri Lanka
  - Tompkinsville

Hier volgt een lijst van bevolkingsgroepen en hun etnische enclaves.

## Afro-Amerikanen
- Harlem
- Northern Manhattan

## Arabieren
- Bay Ridge, Brooklyn
- Atlantic Avenue, Cobble Hill, Brooklyn
- Astoria, Queens

## Ghanezen
- Concourse Village

## Jamaicanen
- Queens Village
- Jamaica
- Crown Heights
- East Flatbush
- Flatbush
- Wakefield
- Tremont

## Haïtianen
- Flatbush, Brooklyn

## Chinezen
- Chinatown (New York)
- Flushing Chinatown
- Sunset Park Chinatown
- Elmhurst Chinatown
- Corona
- Avenue U Chinatown
- Bensonhurst Chinatown
- Edison (New Jersey)
- Nassau County
- Homecrest (nieuwste)
- Sheepshead Bay (nieuwste)

## Filipino
- Woodside

## Indiërs
- East Village
- Lexington Avenue
- Jackson Heights
- Richmond Hill, Queens

## Pakistanen
- Jackson Heights
- Coney Island Avenue

## Bangladesh
- Kensington/Bangla Town
- Jackson Heights
- Hillside Avenue, Queens

## Sri Lankanen
- Tompkinsville

## Koreanen
- Koreatown, Manhattan
- Bedford Park
- Sunnyside
- Woodside
- Elmhurst
- Flushing
- Bayside
- Douglaston
- Little Neck
- Murray Hill (nieuwste)

## Ieren
Huidige:
- North Riverdale, Bronx[2][3]
- Woodlawn, Bronx[4][5][6]
- Bay Ridge, Brooklyn[7][8][9]
- Gerritsen Beach, Brooklyn[10][11][12]
- Marine Park, Brooklyn[13][14]
- Windsor Terrace, Brooklyn
- Vinegar Hill, Brooklyn[15][16][17]
- Broad Channel, Queens
- Belle Harbor, Queens
- Breezy Point, Queens
- Rockaway Park, Queens
- Rockaway Beach, Queens
- Sunnyside, Queens[18]
- Maspeth, Queens
- Woodside, Queens[18][19]
- St. George, Staten Island[20][21]
- West Brighton, Staten Island
- Randall Manor, Staten Island

Voormalige:
- Bainbridge, Bronx[22][23]
- Five Points/Chinatown, Manhattan
- Hell's Kitchen, Manhattan
- Inwood, Manhattan
- Woodhaven, Queens[24]
- Kingsbridge, Bronx
- University Heights, Bronx
- Parkchester, Bronx

## Italianen
- Arthur Avenue (Bronx)
- Bensonhurst (Brooklyn)
- Morris Park (Bronx)
- Cobble Hill (Brooklyn)
- Carroll Gardens (Brooklyn)
- Mulberry Street (Little Italy (Manhattan))
- Pleasant Avenue, East Harlem
- Howard Beach (Queens)
- Staten Island
- Mill Basin (Brooklyn)
- Whitestone (Queens)
- Ozone Park (Queens)
- Bergen Beach (Brooklyn)

Voormalige:
- Italian Harlem (tegenwoordig: Spanish Harlem)

## Joden
- Borough Park, Brooklyn
- Crown Heights, Brooklyn
- Flatbush, Brooklyn
- Williamsburg, Brooklyn
- Midwood, Brooklyn
- Forest Hills, Queens
- Fresh Meadows, Queens
- Upper East Side, Manhattan
- Upper West Side, Manhattan

## Russen
- Bath Beach
- Bensonhurst
- Gravesend
- Sheepshead Bay
- South Beach
- New Dorp
- Brighton Beach

## Polen
- Greenpoint
- Brooklyn ("Little Poland")
- North Williamsburg, Brooklyn
- Maspeth, Queens
- Ridgewood, Queens

## Oekraïners
- East Village

## Albanezen
- Belmont (vooral rond Arthur Avenue)
- Morris Park (vooral rond  Lydig Avenue)

## Grieken
- Astoria, Queens
- Whitestone, Queens

## Duitsers
- Little Germany/Kleindeutschland (verleden)
- Yorkville, Manhattan

## Hongaren
- Yorkville, Manhattan

## Noren
- Lapskaus Boulevard

## Finnen
- Lapskaus Boulevard

## Ecuadorianen
- Corona

## Guyanezen
- Richmond Hill (vooral Hindoestaanse Guyanezen)

## Dominicanen
- Washington Heights, Manhattan
- Bushwick, Brooklyn
- Williamsburg, Brooklyn
- Sunset Park, Brooklyn
- East New York, Brooklyn
- Corona, Queens
- Sunnyside, Queens
- Woodside, Queens
- West Bronx (vooral rond Morris Heights, Highbridge en Fordham-Bedford)

## Mexicanen
- Sunset Park (nieuwste)
- Flatbush
- Bushwick
- Brighton Beach
- Elmhurst
- East Elmhurst
- Jackson Heights
- Corona
- Kew Gardens
- Spanish Harlem (grootste Mexicaanse gemeenschap)

## Puerto Ricanen
- Bushwick
- Williamsburg
- East New York
- Cypress Hills
- Coney Island
- Sunset Park
- Ridgewood
- Bushwick, Brooklyn
- Spanish Harlem
- Loisaida
- Parkchester